# Spectralia prosternalis
Spectralia prosternalis är en skalbaggsart som först beskrevs av Schaeffer 1904.  Spectralia prosternalis ingår i släktet Spectralia och familjen praktbaggar. Inga underarter finns listade i Catalogue of Life.